# Monte Busca
Monte Busca (inna nazwa Monte Freddo) – wzniesienie (740 m n.p.m.) znajdujące się w Apeninie Tosko-Romańskim, w gminie Tredozio w regionie Emilia Romania. Znajdujące się tu naturalne ujście metanu jest błędnie nazywane wulkanem.

## Historia
Pierwsze wzmianki na temat tego miejsca sięgają połowy XVI w. Boloński dominikanin Leandro Alberti w swoim dziele Opisanie całych Włoch (Descrittione di tutta Italia) wspomina, że 

...o milę od Portico jest miejsce zwane przez mieszkańców wioski Inferno, gdzie ziemia jest ciemna i ciężka, w której znajduje się otwór szeroki na cztery stopy, z którego wydobywa się płomień ognia, ziemia jest zapalona rozpalonym żelazem i ciągle pali się w niej umieszczone zielone drewno, a gasi się ją rzuconymi na nią wełnianymi szmatami.

Okoliczna ludność wykorzystywała ogień w różnych celach – jako kuźnię, narzędzie sygnalizacji czy do przygotowywania posiłków. W latach trzydziestych XX w. miejsce to stało się własnością Società Idrocarburi Metano, spółki która w 1939 zbudowała prowadzący w dolinę gazociąg, zainaugurowany przez Mussoliniego. Kilka lat później projekt został porzucony ze względu na niewielką wydajność złoża i wysokie koszty eksploatacji. Gaz wówczas zaczął wydobywać się na powierzchnię w innym miejscu (w poprzednim, oryginalnym miejscu zbudowano ujęcie) i na nim płonie do dziś. 
Tuż po wojnie przeprowadzono badania dla amerykańskiej spółki Macmillan Petroleum Corporation, nie podjęto jednak żadnych prób wydobycia. Kolejne badania przeprowadzono w 1975 – firma naftowa wykonała głęboki odwiert w rejonie Monte Freddo, nie stwierdzając jednak istnienia żadnych znaczących złóż węglowodorów. Obecnie (2022) teren, na którym znajduje się ujście, jest własnością prywatną i łatwo dostępną dla turystów. Samo ujście znajduje się kilkadziesiąt metrów od drogi, a jego otoczenie jest zaniedbane i pozbawione oznaczeń turystycznych. 